# Seznam ragbyových klubů v Česku v sezóně 2009/2010
Seznam ragbyových týmů v České republice v sezóně 2009/2010.

## KB Extraliga
- RC Bystrc
- RC Dragon Brno
- RK Petrovice
- Praga Rugby
- RC Říčany
- RC Slavia Praha
- RC Sparta Praha
- RC Tatra Smíchov
- RC Vyškov
- RC Zlín

## KB První Liga
- RC Havířov
- ARC Iuridica
- RC Olomouc
- Praga Rugby B
- RC Přelouč
- RC Slavia Praha B
- TJ Sokol Mariánské Hory

## Mimo ligu
- RC Písek
- RK Strakonice